# Zoltán Lakatos
Zoltán Lakatos – węgierski zapaśnik walczący w stylu klasycznym.
Zajął piąte miejsce w Pucharze Świata w 1993 roku